# Bentley Buccaneer
Bentley Buccaneer – samochód sportowy klasy wyższej wyprodukowany pod brytyjską marką Bentley w 1996 roku.

## Historia i opis modelu
Bentley Buccaneer powstał jako jeden z najbardziej nietypowych i awangardowych projektów brytyjskiej firmy, których realizację zlecił najważniejszy klient lat 90. - sułtan Brunei Hassanal Bolkiah. Monarcha intensywnie rozbudowywał wówczas swoją kilkutysięczną kolekcję samochodów, w której znalazły się liczne unikatowe modele Bentleya. Inaczej niż regularne konstrukcje firmy, Buccaneer przyjął postać luksusowego, sportowego coupé.
Za projekt stylistyczny samochodu odpowiedzialne było biuro projektowe z brytyjskiego Coventry pod kierownictwem Geoffa Matthewsa. Samochód utrzymany został w estetyce retro, odchodząc od masywnych i foremnych brył innych Bentleyów na rzecz smukłej, lekkiej sylwetki zdobionej płynnymi przetłoczeniami i motywem okrągłych reflektorów wraz z lampami. Pomimo jednej pary drzwi, Bentley Buccaneer był samochodem 4-miejscowym z układem foteli 2+2.
Do napędu Buccaneera wykorzystana została zmodyfikowana na rzecz specjalnych projektów Bentleya 6,75 litrowa jednostka V8 o mocy 545 KM, którą po raz pierwszy zastosowano w innym projekcie opracowanym dla sułtana Brunei - Continentalu R Sufacon. Pozwalała ona na rozpędzeni się do 100 km/h w 5 sekund.

### Sprzedaż
Bentley Buccaneer był jednym z ostatnich projektów brytyjskiej firmy opracowanych na specjalne zamówienie monarchy Brunei. W 1996 roku wyprodukowanych zostało łącznie 6 egzemplarzy unikatowego samochodu, których produkcję zlecono francuskiemu przedsiębiorstwu France Design z miasteczka Le Pin. Każdy z egzemplarzy Buccaneera wyróżniał się innym kolorem nadwozia: m.in. srebrnym, czerwonym i czarnym. W przeciwieństwie do innych specjalnych Bentleyów, co najmniej jeden z egzemplarzy nie trafił wyłącznie do magazynu kolekcjonerskiego, lecz jest regularnie użytkowany w ruchu na drogach rodzimego Brunei. Potwierdziło to sfotografowanie 24-letniego wówczas modelu przez przechodnia w 2020 roku.

### Silnik
- V8 6,75 l 545 KM